# Hoa dẻ thơm
Hoa dẻ thơm hay hoa giẻ thơm, giổi tanh, (danh pháp khoa học: Desmos chinensis) là loài thực vật có hoa thuộc họ Na. Loài này được Lour. mô tả khoa học đầu tiên năm 1790.

## Mô tả và môi trường sống
Đây là một cây gỗ nhỏ hoặc cây bụi lan rộng có thể cao tới 4 m nếu tìm thấy một sự hỗ trợ đầy đủ, nếu không nó hiếm khi phát triển cao hơn 150 cm. Phấn hoa của nó được thải ra dưới dạng tetrads vĩnh viễn.
D. chinensis được tìm thấy trên khắp Đông Nam Á từ Nepal đến Philippines. Nó phát triển ở bìa rừng ở những khu vực bằng phẳng có độ cao tới 600 m. Nó có thể phát triển như một nhà máy thô sơ ở hai bên đường, các khu vực nông thôn và các địa hình bị xáo trộn khác. Nó phát triển mạnh ở những nơi hơi râm mát.
Cây này thường được sử dụng trong cảnh quan đô thị Bangkok. D. chinensis được sử dụng để tạo bóng mát dọc theo nhiều vỉa hè và trạm dừng xe buýt. Nó được sử dụng rộng rãi trong các thiết lập của thành phố, do sự phát triển của lá dày đặc của nó cung cấp bóng mát, thân cây tương đối mỏng và hệ thống rễ không phá vỡ vỉa hè vỉa hè.

## Hình ảnh

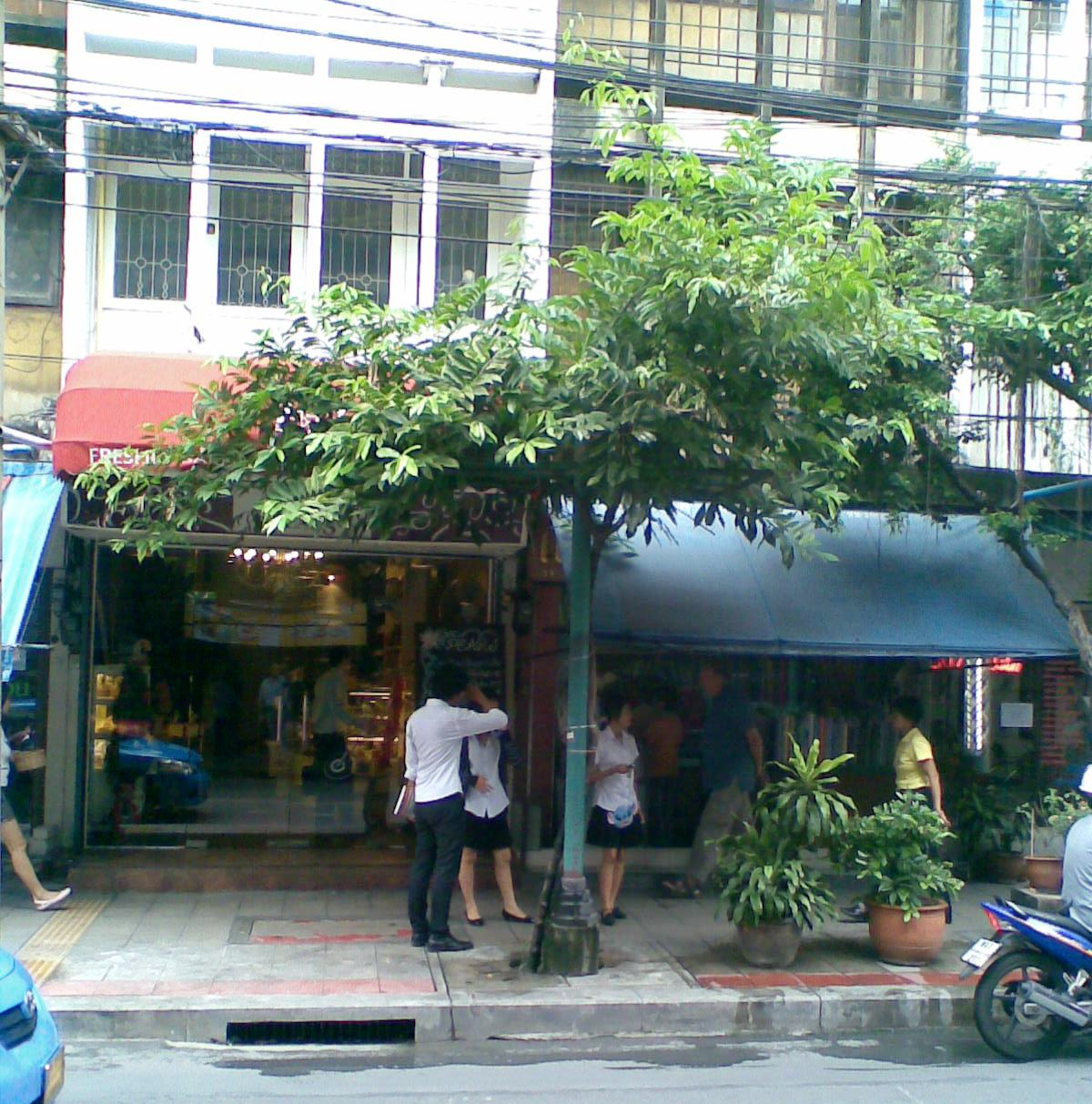
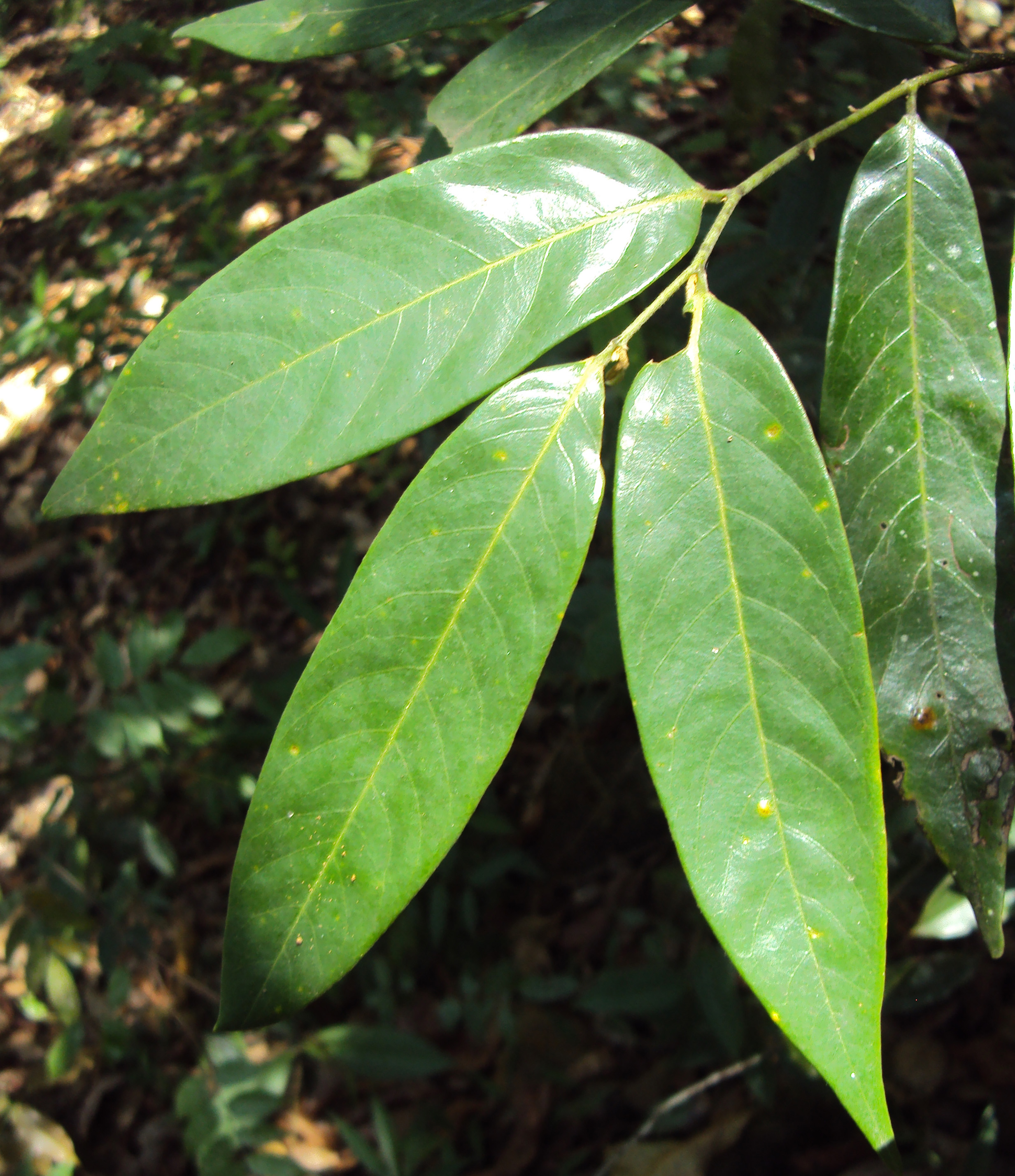
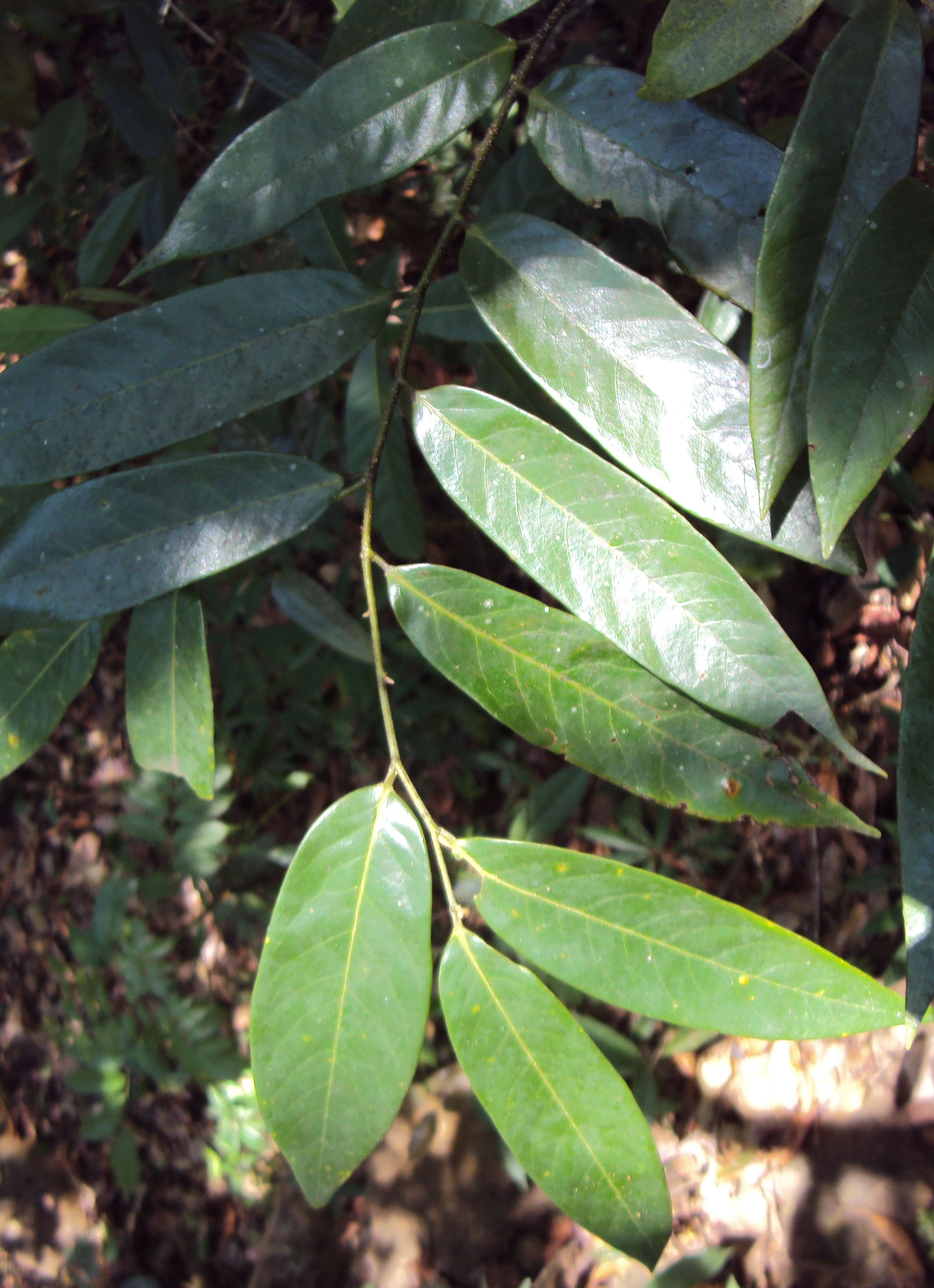
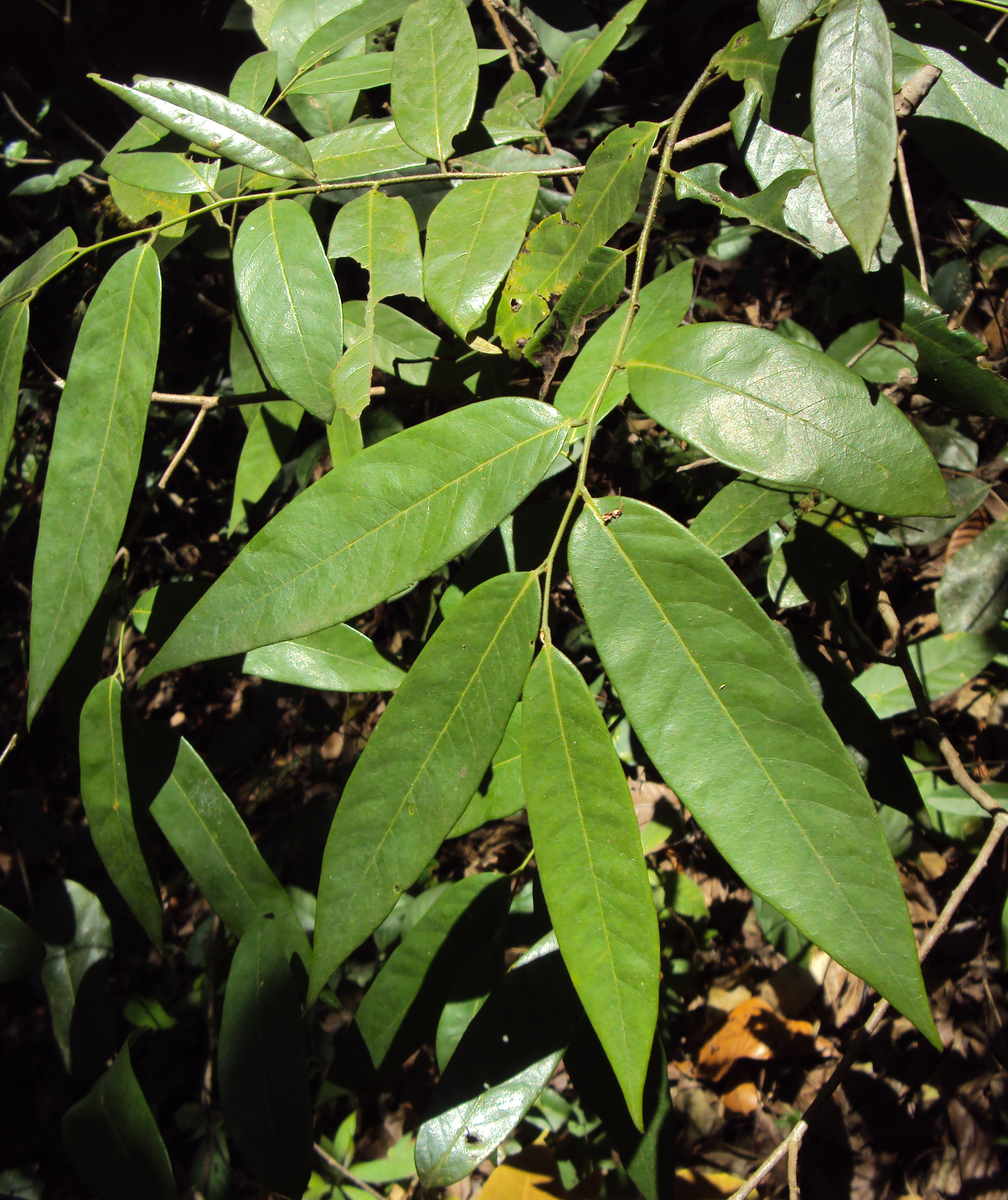